# 十字軍

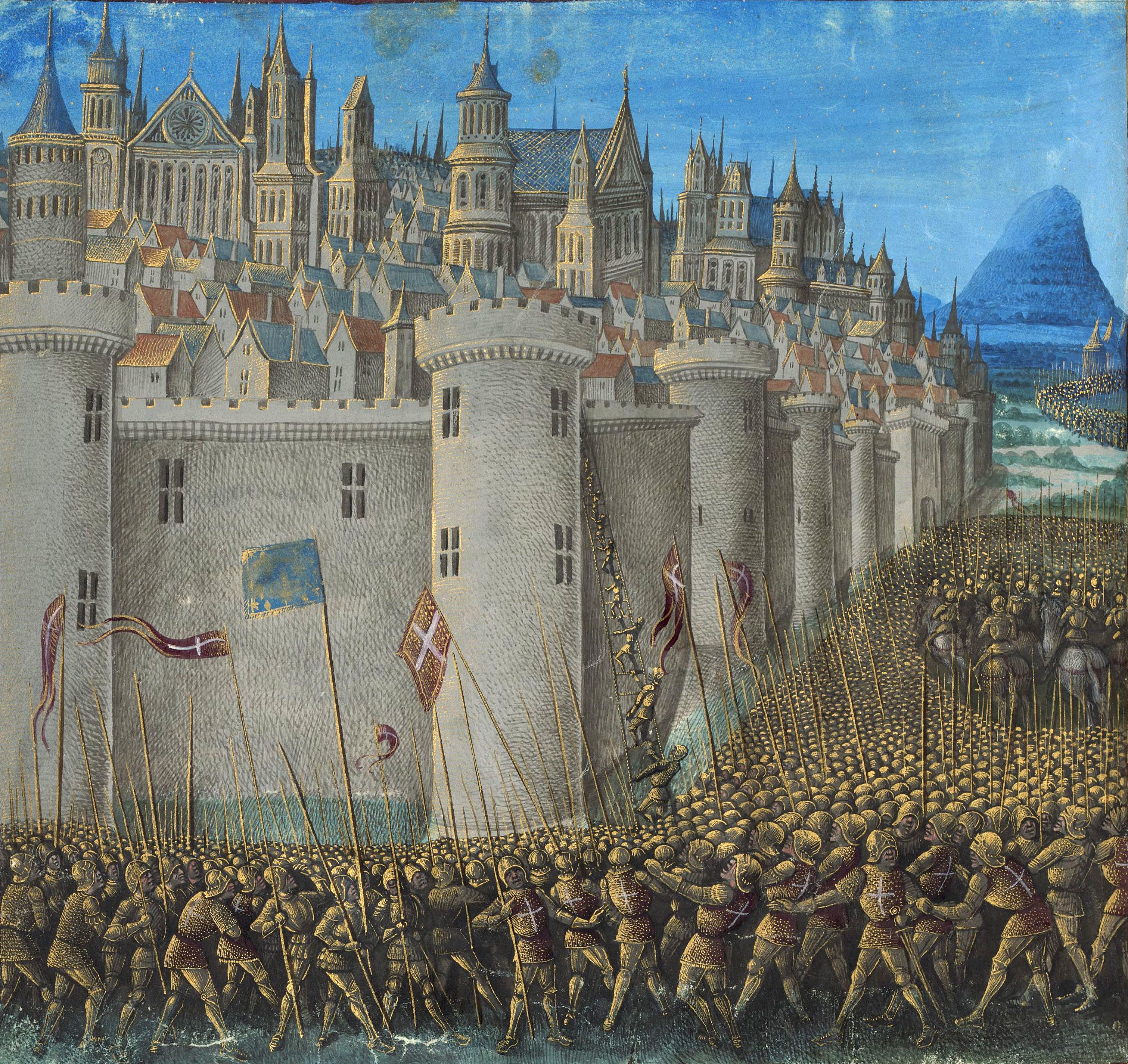
第1回十字軍によるアンティオキア攻囲戦

十字軍（じゅうじぐん、ラテン語: cruciata、フランス語: croisade、英語: crusade）とは、中世に西欧カトリック諸国が聖地エルサレムをイスラム教諸国から奪還することを目的に派遣した遠征軍のことである。
一般には、上記のキリスト教勢力による対イスラム遠征軍を指すが、キリスト教異端に対する遠征軍（アルビジョア十字軍）や北欧や東欧の非キリスト教圏に対する征服戦争（北方十字軍）などにも「十字軍」の名称は使われている。
実態は必ずしも「キリスト教」の大義名分に当て嵌まるものではなく、中東に既にあった諸教会（正教会・東方諸教会）の教区が否定されてカトリック教会の教区が各十字軍の侵攻後に設置されたほか、第4回十字軍や北方十字軍などでは、正教会も敵として遠征の対象となっている。また、目的地も必ずしもエルサレム周辺であるとは限らず、第4回以降はイスラム最大勢力であるエジプトを目的とするものが多くなり、最後の十字軍とされることもある第8回十字軍は北アフリカのチュニスを標的としている。
なお、本項では十字軍の回数を8回とする。解釈によってその回数には差異がある。第1回から第4回までは多くの歴史記述で共通であるが、たとえば第5回（1218年-）を数えない説があったり、第6回（1228年-）は破門された神聖ローマ皇帝による私的な十字軍（フリードリヒ十字軍）として数えない例もあった。1270年の聖王ルイの出征まで8回（または7回）とすることが多いが、異論もある。回数で名付けられている主要な十字軍の他、個々の諸侯が手勢を引き連れて聖地に遠征する小規模な十字軍も多く存在した。文部科学省・全国歴史教育研究協議会は7回としている。また、巡礼で聖地に到着した騎士や兵士が現地でイスラム勢力との戦闘に参加するのも、聖地にそのまま住みついた騎士らや聖地で生まれ育った遠征軍の末裔らが作る十字軍国家が継続的にイスラム諸国と戦うのも、十字軍である。その他、第1回十字軍時の庶民十字軍、少年十字軍、羊飼い十字軍などの大小の民衆十字軍が起こっているものの、大部分は聖地にたどり着けていない。
「十字軍」という言葉が使われ始めたのは、いわゆる第1回十字軍から約1世紀後で、当初は、旅（ラテン語：iter）、巡礼（ラテン語：peregrinatio）等と呼ばれており、12世紀のキリスト教の巡礼につかわれる用語と区別がつかないものであった。中東の人々からは、Franks（フランク人達） や イフランキ（アラビア語: الإفر）、ルーム（アラビア語: الروم、ローマ人達） などと呼ばれていた。

## 概略

### 十字軍遠征までの経緯

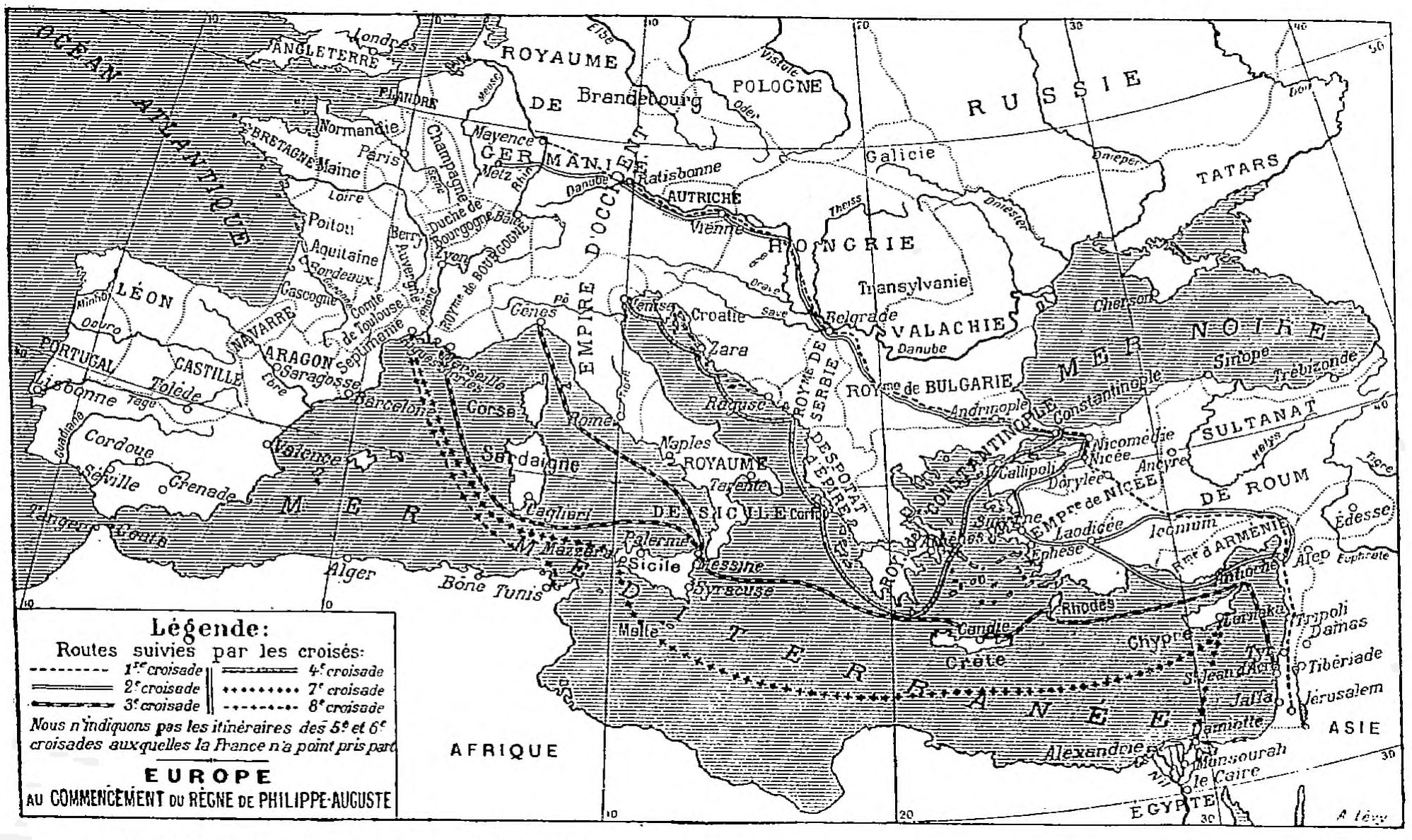
十字軍の遠征路 8回のうち、第3回、第4回、第7回、第8回は主な遠征路が海路となっている。なお、第5回と第6回は図上に示されていない。

トルコ人のイスラム王朝であるセルジューク朝にアナトリア半島を占領された東ローマ帝国（ビザンツ帝国）皇帝アレクシオス1世コムネノス（在位1081年-1118年）が、ローマ教皇ウルバヌス2世に救援を依頼したことが発端（1095年）。このとき、大義名分として異教徒イスラム教国からの聖地エルサレムの奪還を訴えた。皇帝アレクシオスが要請したのは東ローマ帝国への傭兵の提供であり、十字軍のような独自の軍団ではなかった。
ウルバヌス2世は1095年11月にクレルモンで行われた教会会議（クレルモン公会議とも）の終わりに、集まったフランスの騎士たちに向かってエルサレム奪回活動に参加するよう呼びかけた。彼はフランス人たちに対して聖地をイスラム教徒の手から奪回しようと呼びかけ、「乳と蜜の流れる土地カナン」という聖書由来の表現をひいて軍隊の派遣を訴えた。

### 民衆十字軍
- 1096年

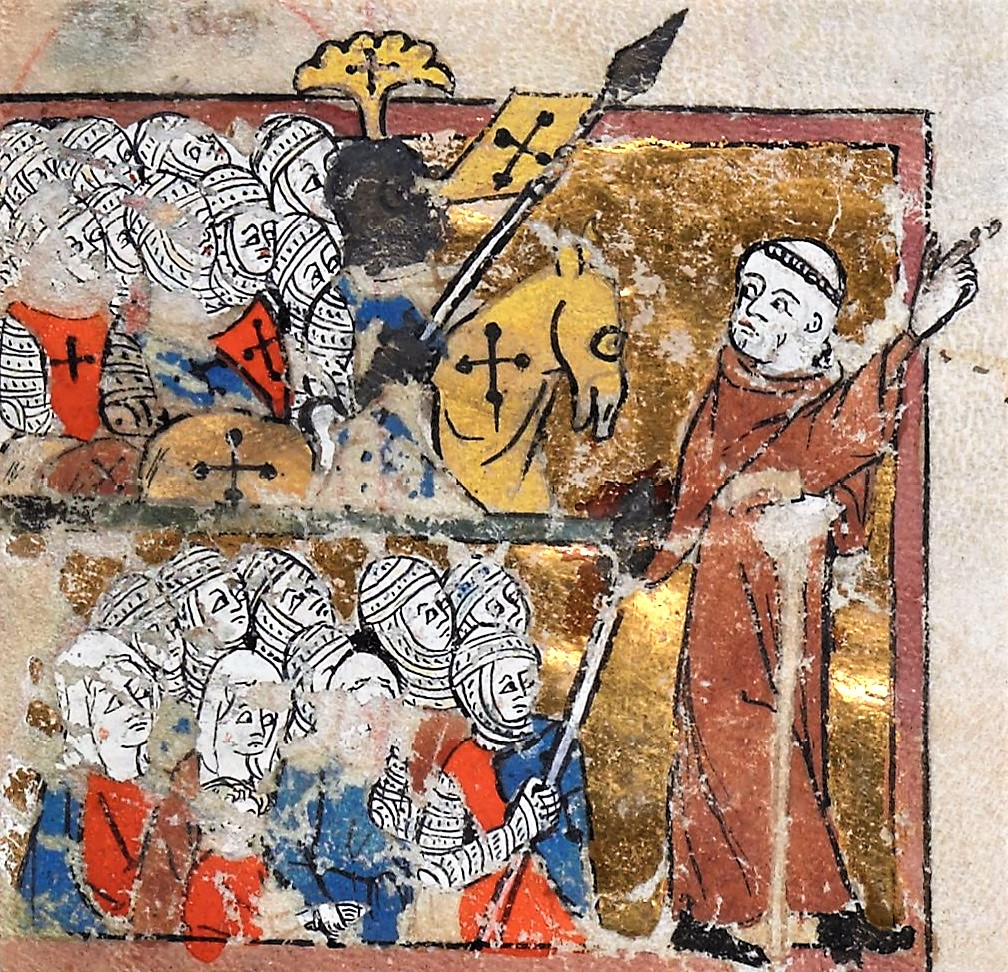
隠者ピエールに率いられた民衆十字軍

クレルモン公会議の決定を受けてヨーロッパ各地の諸侯や騎士は遠征の準備を始めたが、十字軍の熱狂は民衆にも伝染し、1096年、彼らの出発する数ヶ月前に、フランスで説教師であるアミアンの隠者ピエールに率いられた民衆や下級騎士の軍勢4万人がエルサレムを目指して出発した。これが民衆十字軍と呼ばれるものである。民衆十字軍は東上の途中でユダヤ人を各地で虐殺し、ハンガリー王国やビザンツ帝国内で衝突を繰り返しながら小アジアに上陸したものの、統制の取れていない上に軍事力も弱い民衆十字軍はルーム・セルジューク朝のクルチ・アルスラーン1世によって蹴散らされ、多くのものは殺されるか奴隷となり、何ら軍事的成果を上げることもなく崩壊した。しかしピエールらごく一部は生き延び、第1回十字軍へと再び参加した。

### 第1回十字軍
- 1096年 - 1099年

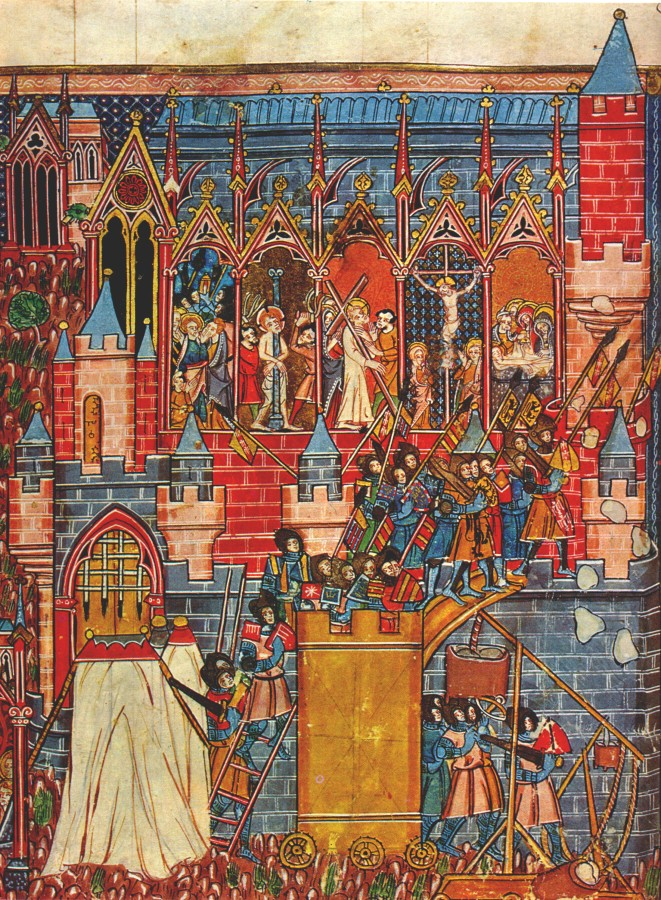
エルサレム攻囲戦

セルジューク朝の圧迫に苦しんだ東ローマ帝国皇帝アレクシオス1世コムネノスの依頼により、1095年にローマ教皇ウルバヌス2世がキリスト教徒に対し、イスラム教徒に対する軍事行動を呼びかけ、参加者には免償（罪の償いの免除）が与えられると宣言した。この呼びかけに応えた騎士たちは1096年にエルサレム遠征の軍を起こした。同年12月には各地から出発した諸侯はコンスタンティノープルに集結したものの、民衆十字軍の醜態を見ていた東ローマ皇帝は彼らに信を置かず、十字軍に臣下の誓いと旧帝国領の返還、聖地周辺の征服時には新国家を東ローマの宗主権下に置くことを求めた。これを飲んだ十字軍はニカイア攻囲戦やドリュラエウムの戦いなどでイスラム軍を撃破し、アナトリアからシリアへと進軍していった。
途上、イスラム教徒支配下の都市を攻略しつつエルサレムを目指した。この過程で十字軍による掠奪、虐殺、強姦があったとされる。イスラム教徒の諸領主は十字軍に対し無為無策であり、連合して応戦することもできず潰滅した。一方、十字軍側も分派や内部対立が目立ち始めた。
1098年にはブローニュ伯ボードゥアンが東方のユーフラテス川上流部にあるエデッサに分派して進軍し、エデッサ伯国を立てた。本隊は1097年から1098年にかけてシリア北部の大都市アンティオキアでのアンティオキア攻囲戦に勝利したが、主要な将軍の一人であるボエモンがここに留まって領主となる姿勢を見せ、ボエモン1世 (アンティオキア公)となった。残る本隊はレーモン・サン・ジルとゴドフロワ・ド・ブイヨンらに率いられてなおも南下し、1099年、軍勢はついにエルサレムの征服に成功した。その後、ゴドフロワ・ド・ブイヨンがエルサレムの王となり、レーモンは海岸部のトリポリの伯となった。こうしてシリアからパレスチナにかけての地中海東岸にエルサレム王国、エデッサ伯国、トリポリ伯国、アンティオキア公国という4つの十字軍国家がつくられた。

#### 1101年の十字軍
この成功に刺激され、1101年にも大規模な聖地遠征が行われた。この集団は各国から集まった庶民、第一回に従軍した領主や兵士が含まれていた。数団体に分かれてコンスタンティノープルを経由して陸路から小アジアに侵入したが、イスラム国家の連合軍の攻撃により壊滅して逃走。多くが死亡するか奴隷とされ、カイロを迂回するなどして聖地にたどり着けたのは少数だった。

#### ノルウェー十字軍
1107年の秋から1110年にかけて、ノルウェー王シグル1世は直々に60隻の船とおおよそ5000人の兵を率いて聖地に向かった。シグル1世は聖地に十字軍として向かった最初の欧州の王である。各地の統治者の助力を得ながら、英国からジブラルタル、地中海そして聖地へと航海をし各地でイスラム勢力と交戦・略奪を繰り返しつつ、1110年に聖地に達した。このノルウェー十字軍は以前のヴァイキングの行動に類似しているが、キリスト教的目的もある程度達成している。その後一行はコンスタンティノープルから陸路で欧州を縦断し、行路のブルガリア、神聖ローマ帝国、デンマークなどの助力を得つつ、1113年にノルウェーに帰還した。

### 第2回十字軍
- 1147年 - 1148年

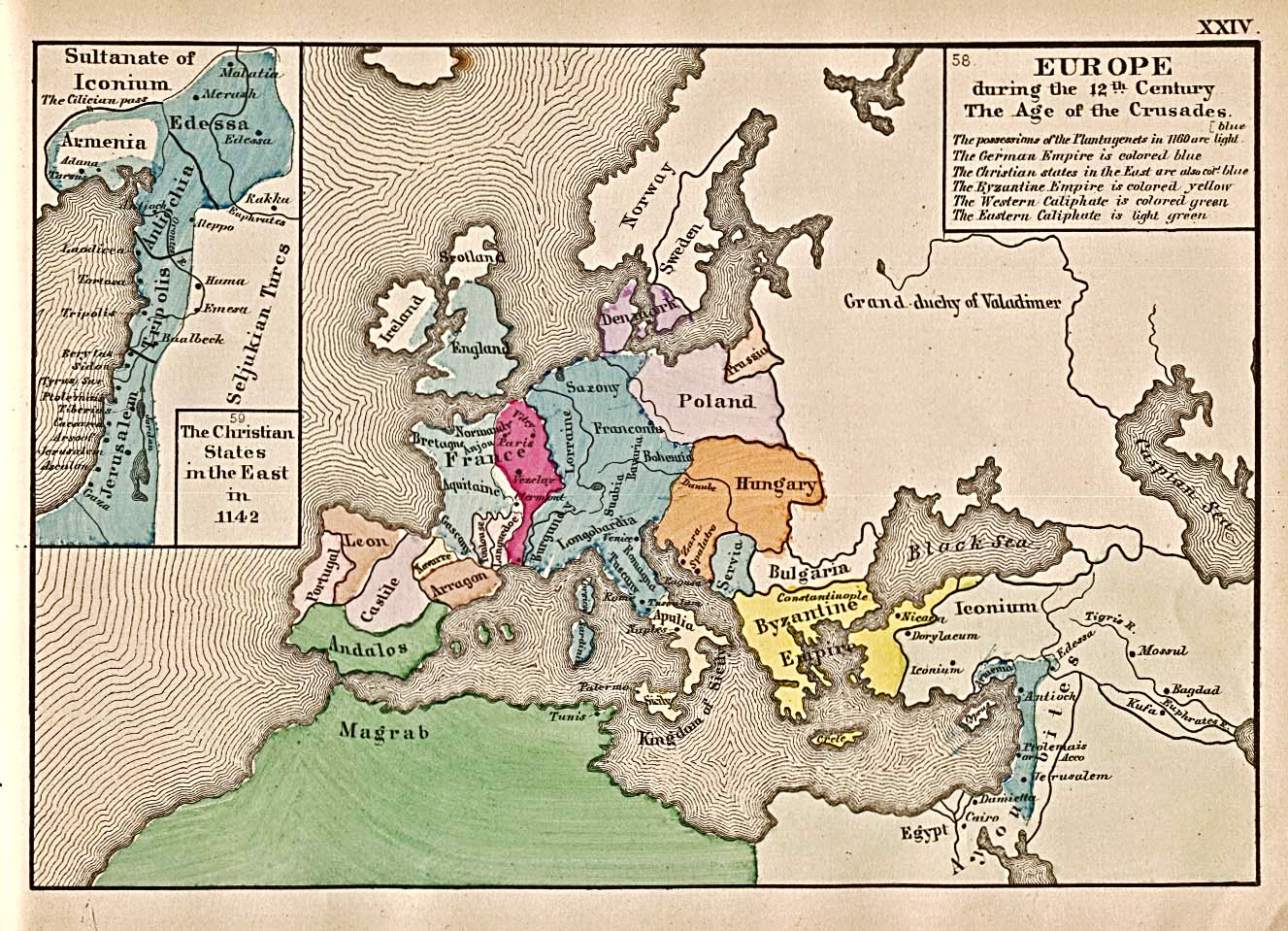
1142年のヨーロッパの状勢

しばらくの間、中東において十字軍国家などキリスト教徒と、群小の都市からなるイスラム教徒が共存する状態が続いていたが、イスラム教徒が盛り返した。1144年にザンギーがエデッサ伯国を占領したことでヨーロッパで危機感が募り、教皇エウゲニウス3世が呼びかけて結成された。当時の名説教家クレルヴォーのベルナルドゥスが教皇の頼みで各地で勧誘を行い、フランス王ルイ7世とドイツ王コンラート3世の2人を指導者に、多くの従軍者が集まったが全体として統制がとれず、大きな戦果を挙げることなく小アジアなどでムスリム軍に敗北した。辛くもパレスチナに到着した軍勢も、当時十字軍国家と友好関係にあったダマスカスを攻撃したが失敗し、フランス王らは撤退した。

### 第3回十字軍
- 1189年 - 1192年

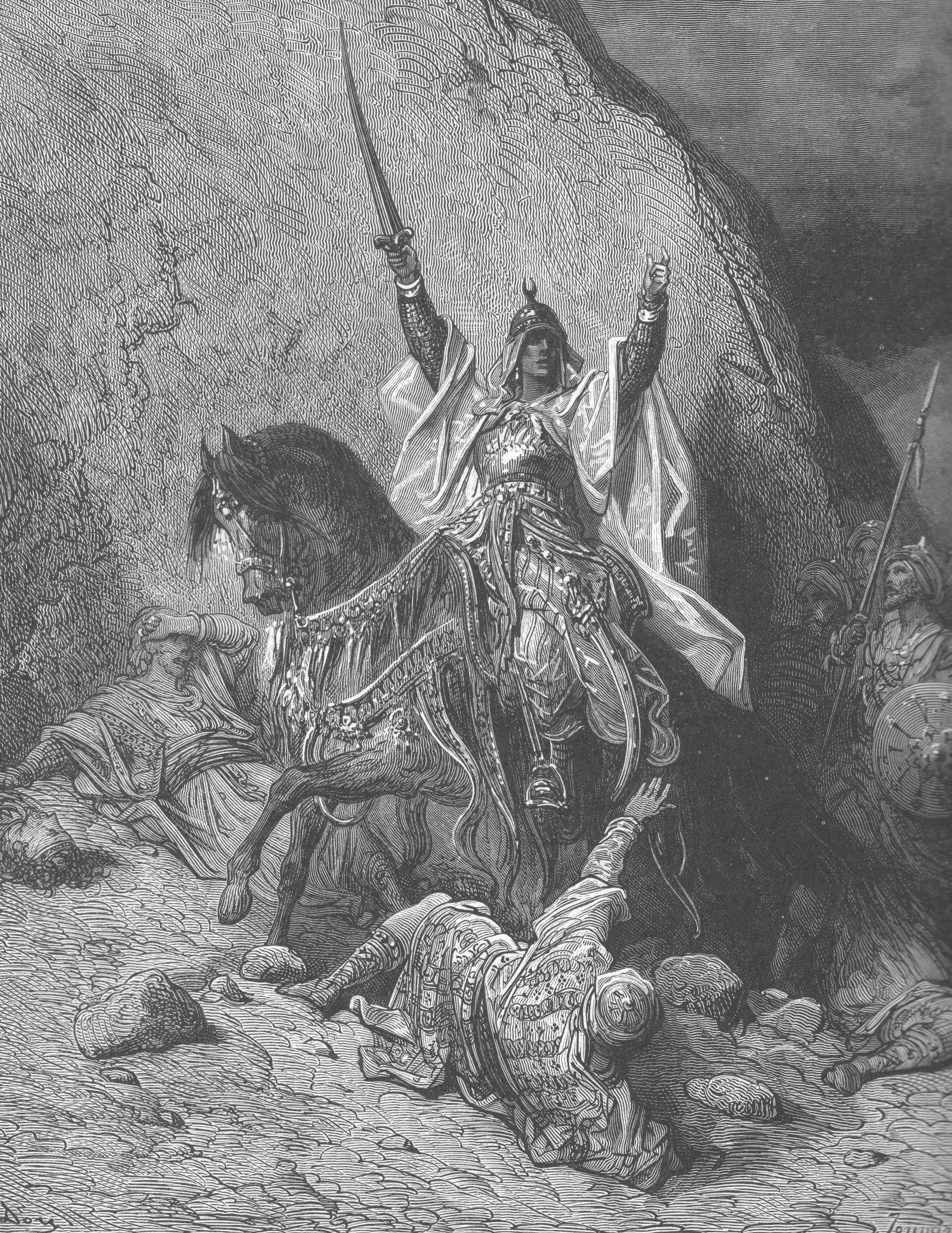
イスラム諸国の英雄サラディン

1187年にアイユーブ朝はジハード（聖戦）を宣言。アイユーブ朝の始祖でありイスラムの英雄であるサラーフッディーン（サラディン）は同年7月のヒッティーンの戦いで現地十字軍国家の主力部隊を壊滅させ、10月にはおよそ90年ぶりにエルサレムがイスラム側に占領、奪還された。その後もサラディンの軍は快進撃を続け、同年中にはアンティオキア、トリポリ、トルトザ、ティルスの4市とクラック・デ・シュヴァリエなど若干の要塞を除く十字軍国家の全てがアイユーブ朝の手に落ちた。
この状況を受け、教皇グレゴリウス8世は聖地再奪還のための十字軍を呼びかけ、イングランドの獅子心王リチャード1世、フランス王フィリップ2世、神聖ローマ皇帝フリードリヒ1世が参加した。フリードリヒ1世は1190年にキリキアで川を渡ろうとしたところ落馬し、鎧のために溺死した。跡を継いだイングランドとフランスの十字軍が1191年にアッコンを奪還した。その後フィリップ2世は帰国し、リチャード1世がサラーフッディーンと休戦協定を結んだことで聖地エルサレムの奪還は失敗に終わった（アッコンを確保したことでエルサレム巡礼の自由は保障された）。しかしエルサレム陥落とヒッティーンの戦いの後遺症は大きく、以後十字軍国家は守勢に回ることとなった。

### 第4回十字軍
- 1202年 - 1204年

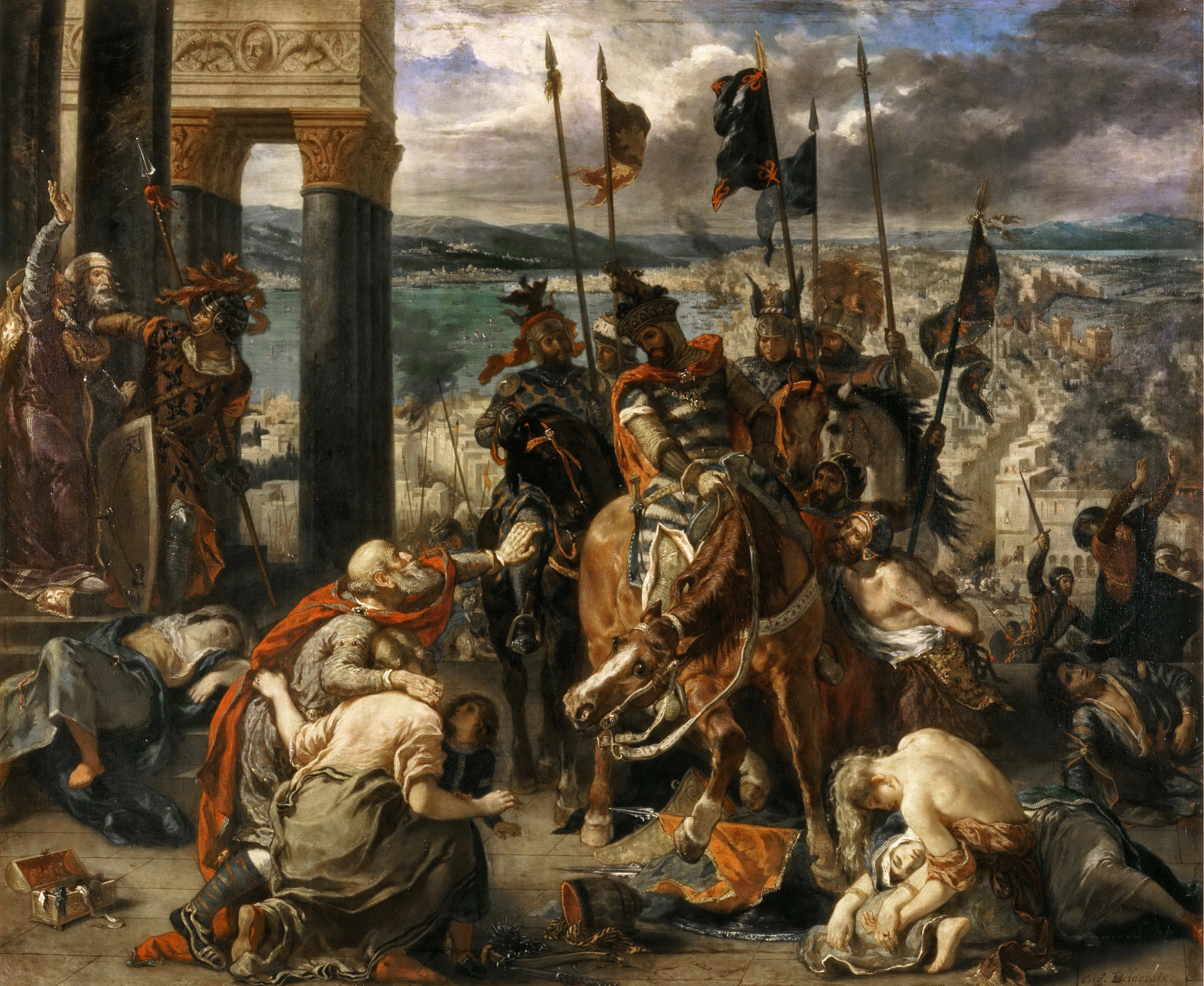
十字軍のコンスタンティノープルへの入城（ウジェーヌ・ドラクロワ、1840年作）

ローマ教皇インノケンティウス3世の呼びかけにより実施。エルサレムではなくイスラムの本拠地エジプト攻略を目ざす。しかし渡航費にも事欠くありさまで、十字軍の輸送を請け負ったヴェネツィアの意向を受けて輸送料の不足分支払のためハンガリーのザラ（現在のクロアチアのザダル）を攻略、同じキリスト教（カトリック）国を攻撃したことで教皇から破門される。ついで東ローマ帝国の首都コンスタンティノポリスを征服、この際十字軍側によるコンスタンティノポリス市民の虐殺や掠奪が行われた。フランドル伯ボードゥアンが皇帝になりラテン帝国を建国。やむなく教皇は追認し、さらにエルサレムを目指し遠征するよう要請するが実施されなかった。東ローマ帝国はいったん断絶し、東ローマの皇族たちは旧東ローマ領の各地に亡命政権を樹立した（東ローマ帝国は57年後の1261年に復活）。なお、このコンスタンティノポリスの攻防を巡ってはジョフロワ・ド・ヴィルアルドゥアン （十字軍側）とニケタス・コニアテス（東ローマ側）という2人の優れた歴史家が記録を遺していることでも知られている。

### 第5回十字軍
- 1218年 - 1221年

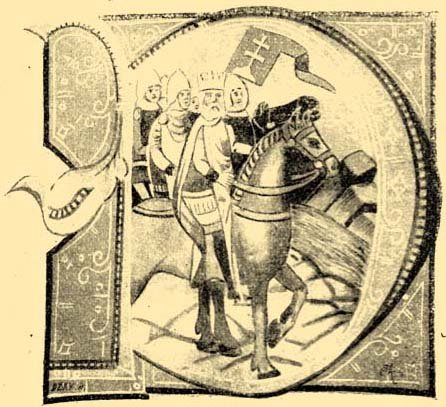
第5回十字軍のアンドラーシュ2世

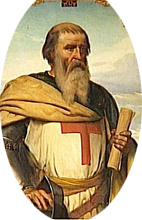
エルサレム国王ジャン・ド・ブリエンヌ

教皇ホノリウス3世の呼びかけに応じたハンガリー王アンドラーシュ2世、オーストリア公レオポルト6世らがエルサレム王国の国王ジャン・ド・ブリエンヌらとアッコンで合流し、アンドラーシュ2世は帰国したものの、レオポルトやジャンらはイスラムの本拠であるエジプトの攻略を目指した。1218年にエジプトの海港ダミエッタを包囲し、1219年に攻略。ここでアイユーブ朝側は旧エルサレム王国領の返還を申し出たのだが、あくまでも戦闘を続けエジプトの首都カイロを落とそうとする枢機卿ペラギウスとレオポルトやジャンが対立し、レオポルトやジャンは帰国。1221年には神聖ローマ皇帝のフリードリヒ2世からの援軍を受け攻勢に出たが、エジプト軍を打ち破ることができず大敗し、ペラギウスら残る全軍が捕虜となって十字軍は失敗に終わった。

### 第6回十字軍
- 1228年 - 1229年

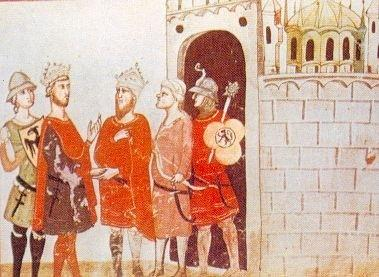
フリードリヒ2世とアル＝カーミルの交渉
フリードリヒ2世：左から2番目の人物
アル＝カーミル：中央の人物

グレゴリウス9世は、十字軍実施を条件に戴冠した神聖ローマ帝国皇帝フリードリヒ2世に対して度々遠征を催促していたが、実施されないためフリードリヒを破門した。1228年になって、破門されたままフリードリヒは遠征を開始。故に「破門十字軍」「フリードリヒ十字軍」とも呼ばれる。当時エジプト・アイユーブ朝のスルタンアル＝カーミルは内乱に悩まされていたことや、東からイスラム世界に攻め寄せるモンゴル帝国の脅威、フリードリヒの巧みな外交術もあって、戦闘を交えることなく1229年2月11日に平和条約（ヤッファ条約）を締結。フリードリヒは、聖墳墓教会はキリスト教徒に返されるがウマルのモスクとアル・アクサ寺院はイスラムが保持するとの条件でエルサレムの統治権を手に入れた。教皇グレゴリウス9世は、カトリック教会を破門されたままであった皇帝フリードリヒ2世がエルサレムの王となったことを口実に、フリードリヒに対する十字軍を実施したが皇帝軍に撃退され、1230年にフリードリヒの破門を解いた。

### 1239年から1241年における十字軍
- 1239年 - 1241年

1239年から1241年にかけて、フランス・イングランド諸侯を中心とした男爵十字軍という聖地遠征が行われた。この十字軍遠征は領域的観点から見ると、第1回十字軍以来最も成功した十字軍遠征であった。この十字軍は2つの軍団に分かれており、先発隊がナバラ王国の国王テオバルド1世によって、後発隊がコーンウォール伯リチャードによって率いられていた。この男爵十字軍は最後のラテン皇帝ボードゥアン2世が目指していたコンスタンティノープル奪還のための遠征と並行して議論されることが多い。

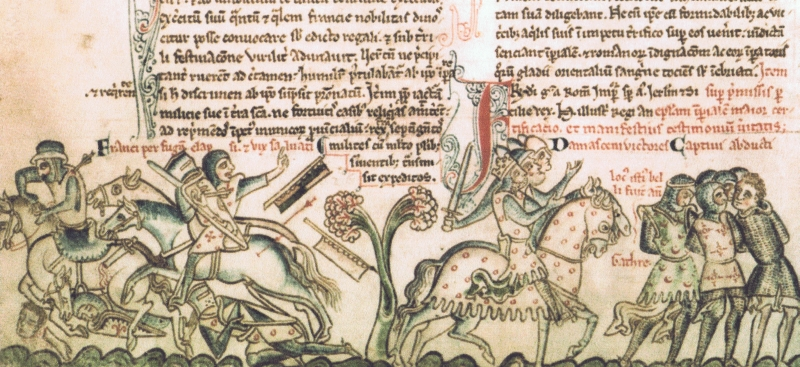
マシュー・パリスの著作:en: Chronica majora(13世紀)に描かれている「ガザの戦い」の挿絵。ムスリムに敗れた十字軍が描かれている。

1229年、神聖ローマ皇帝フリードリヒ2世は第6回十字軍の折、アイユーブ朝スルタンアル＝カーミルと10年間の平和条約を締結した。しかし、この平和条約を締結時より非難していた当時の教皇グレゴリウス9世は、1234年に教皇勅書を発布し、条約の期限が切れると同時に十字軍遠征を行うよう広く諸侯に求めた。数多くのイングランド貴族やフランス貴族は十字架を取り参加を取り決めたが、十字軍の出陣は遅延した。なぜなら、自身が締結した条約が期限切れで破棄されるまで、フリードリヒ2世が他の十字軍諸侯の自領内通過を拒んだためであった。フリードリヒ2世は1239年に再び破門され、十字軍諸侯たちは彼の領地を避けて聖地に向かった。
十字軍に参加した諸侯のうち、フランス人諸侯の軍勢はナバラ国王テオバルド1世・ブルゴーニュ公ユーグ4世が率いており、それにアモーリ・ド・モンフォールやブルターニュ公ピエール1世らが参加した。1239年9月、テオバルド1世はアッコに到着した。
この頃アイユーブ朝では内部対立が激化しており、テオバルド1世はその内戦に巻き込まれることとなった。1238年、第6回十字軍の際にフリードリヒ2世と平和条約を締結したアイユーブのスルタンアル＝カーミルが崩御したのち、カーミルの2人の息子たちアル＝サーリフとアル＝アーディル2世がアイユーブ・カリフの座を巡って争っていた 。またカーミルの兄弟でサーリフの叔父であるアル＝サーリフ＝イスマイールがサーリフからダマスカスを奪い取り、アル＝アーディル2世を正統なスルタンと見做してサーリフに対抗するなどしており、アイユーブ朝は混乱していた。
そんな混乱した状況の中聖地に着陣したテオバルド1世は、アシュケロンを要塞化しエルサレム王国南部の国境の防御を固め、ダマスカスに進軍することを取り決めた。
その後十字軍はアッコからヤッファに進軍したが、同時にアイユーブ朝のエジプト軍も国境防衛のために進軍した。そして両者はガザの戦いで激突した。
この戦いにおいて、一部の離反した十字軍は総大将テオバルド1世の指示や騎士団の助言に従わなかった。彼らはさらなる遅延をよしとせず敵に向かって進軍を続けたが、周到な準備をしなかったためにムスリム軍に敗れた。騎士団の軍事指揮官はテオバルド1世に対して、これ以上のエジプト軍の追撃を避け、フランク人捕虜の奪還も避けた上で撤退するよう進言し、十字軍はアッコまで撤退した。詳細はガザの戦いを確認されたし。
ガザの戦いから1ヶ月後、カラクのエミールであったen: An-Nasir Dawudによって、事実上無防備のまま放置されていたエルサレムが掌握された。しかしアイユーブ朝では内部対立が続いていたため、このような状況に置かれたテオバルド1世はまだエルサレム返還を求めたアイユーブ朝との交渉を続けることができた。1240年9月、テオバルドはヨーロッパに向けて帰陣した。アッコにはブルゴーニュ公ユーグ4世が残り、アシュカロンの要塞化を支援した。
1240年8月、コーンウォール伯リチャード率いるイングランド人諸侯からなる第二遠征軍が到着した 。十字軍はヤッファに進軍し、その地でアイユーブ朝との講和条約を締結した。この条約はほんの数ヶ月前にテオバルドによって提唱されたものだった。リチャードは講和に同意し、1241年2月8日までにアイユーブ側もこれに同意した。そして4月13日、両者が有していた捕虜を解放した。アシュカロンの要塞化はこの間にもリチャードの軍勢の支援のもとで続けられ、1241年半ばごろに完成した。リチャードはこの新しい砦を帝国の代理人に任せ、1241年5月3日、イングランドに向けて帰っていった。
男爵十字軍が行われた頃と同時期に別の十字軍遠征も並行して行われていた。ラテン帝国の若き皇位継承者ボードゥアン2世によるニケーア帝国に対する遠征である。1239年7月、ボードゥアンは小規模の軍隊と共にコンスタンティノープルへ向けて旅立ち、1239年冬に無事コンスタンティノープルに到着した。そして1240年のイースター祭の前後に彼はラテン皇帝の帝冠を授かった。ラテン皇帝となったボードゥアンは、十字軍遠征を開始し、コンスタンティノープルから西方に75マイルの距離にあるニケーア帝国の要塞チョルルを攻め落とした。
男爵十字軍の遠征により、エルサレム王国の版図は1187年以降最大となったものの、王国に対する支援は十字軍遠征後たった数年で急激に減少した。1244年7月15日、エルサレムは再びムスリムにより攻め落とされて廃墟と化した。エルサレムのキリスト教徒たちは、ホラズム朝の軍隊によって虐殺された。そして数ヶ月後に発生したアイユーブ朝と十字軍の戦いであるラ・フォルビーの戦いで十字軍は壊滅し、聖地における十字軍の軍事力はほぼ壊滅した。エルサレムの陥落とそれに付随するキリスト教徒虐殺事件の知らせを受けたフランス王ルイ9世は、聖地を奪還せんと試み、新たな十字軍遠征を企図した。これにより更なる十字軍遠征、「第7回十字軍」が幕を開けるのである。

### 第7回十字軍
- 1248年 - 1249年

アル＝カーミルの死後、1244年にエルサレムがイスラム側に攻撃されて陥落した。これを受け、1248年にフランス王ルイ9世（聖王ルイ）が十字軍を起こす。ルイも第5回や第6回と同じくイスラム教国中最大の国家であるエジプトへと遠征して海港ダミエッタを占領するが、さらに南の首都カイロを目指す途中の1250年2月にマンスーラの戦いにおいてアイユーブ朝のトゥーラーン・シャーに敗北して捕虜になった。交渉途中にトゥーラーン・シャー政権は軍人集団のマムルークのクーデターによって打倒され、新たに成立したマムルーク朝にルイは莫大な賠償金を払って釈放された。

### 第8回十字軍
- 1270年

フランス王ルイ9世が再度出兵。当時ハフス朝の支配下にあった北アフリカのチュニスを目指すが、途上で死去。

### 第9回十字軍
- 1271年 - 1272年

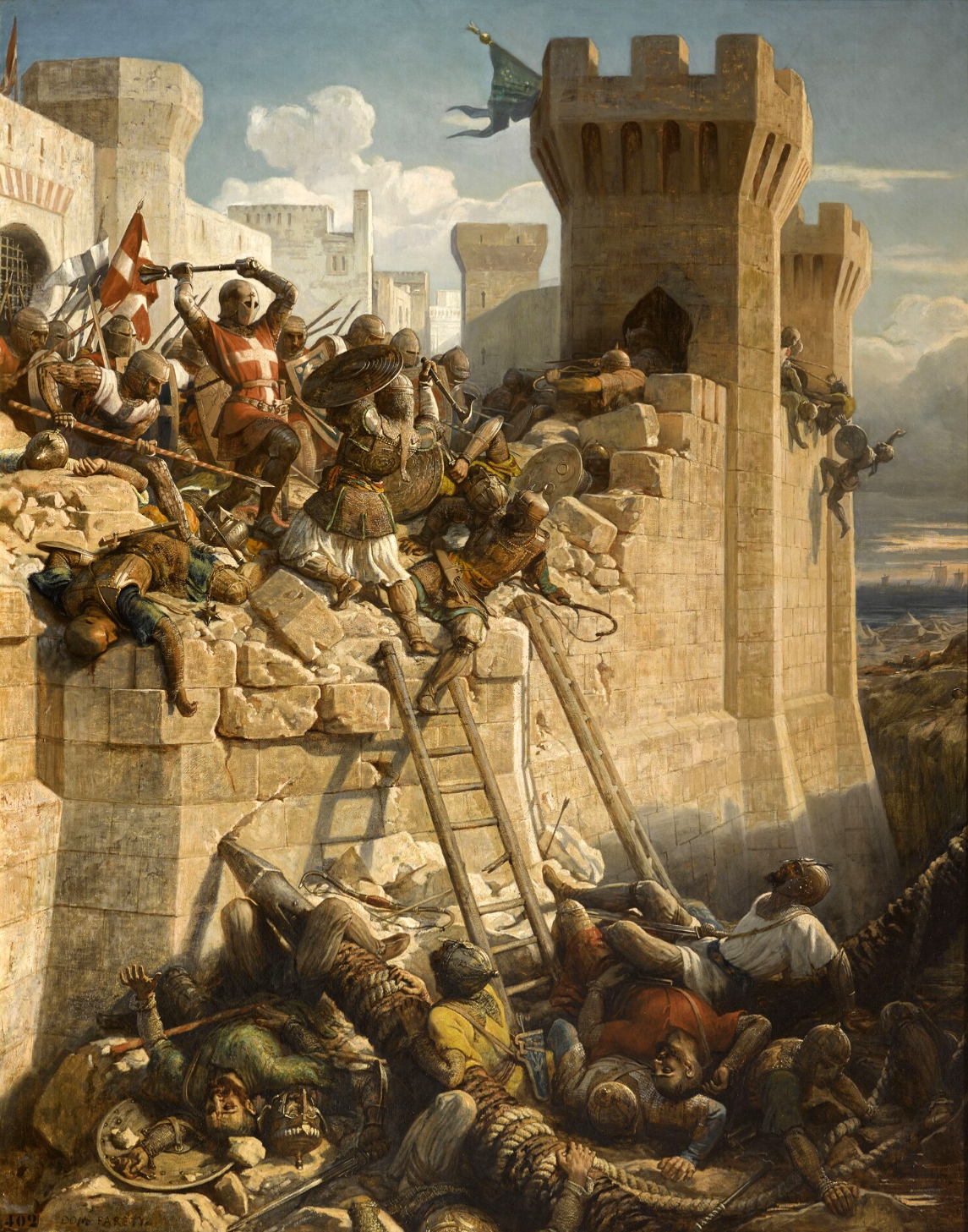
1291年のアッコン包囲戦を描いた油絵。城壁上でメイスを振り上げる赤い外衣が聖ヨハネ騎士団員。その横で槍を振るう白い外衣がテンプル騎士団員である。1845年、ドミニク・ルイ・パプティ作。

第8回からの一連の流れにあるため、第8回十字軍の一部として独立した十字軍とは見なさない場合がある。1260年にアイン・ジャールートの戦いでモンゴル帝国軍に勝利し、マムルーク朝の第5代スルタンとなったバイバルスの下でイスラム側は攻勢を強め、1268年にはアンティオキアを陥落させてアンティオキア公国を完全に滅亡させた。このときバイバルスがアンティオキア住民の全てを殺害、または奴隷にし、都市を完全に破壊した。これがキリスト教圏を刺激し、1271年にイングランド王太子エドワード（エドワード1世）とルイ9世の弟シャルル・ダンジューがアッコンに向かったが、マムルーク朝の勢力の前に成果を収めず撤退した。
以後、レバントにおける十字軍国家は縮小の一途をたどり、1289年にはトリポリ伯国が滅亡し、1291年にはエルサレム王国の首都アッコンが陥落して残余の都市も掃討され、ここにパレスチナにおける十字軍国家は全滅した（アッコの陥落）。
ヨーロッパ側がエルサレムを確保した期間は1099年から1187年、および1229年から1244年ということになる（以後、20世紀までイスラムの支配下に置かれる）。

## その他の十字軍
一般的に十字軍といえば上記のエルサレムやイスラム諸国を目指した十字軍を指すが、十字軍とは教皇が呼びかけ、参加者に贖宥を与える軍事行動に与えられる名称であるため、上記の他にも様々な十字軍が行われた。これらの十字軍を大別すると、
- 旧キリスト教圏の回復・奪回
- 異端への討伐軍
- 教皇に敵対する勢力への軍事行動
- 異教徒への布教・征服

の4つに分けられる。上記のエルサレム十字軍やレコンキスタなどはキリスト教圏の回復、アルビジョア十字軍は異端討伐、北方十字軍は異教徒への布教征服に該当する。

### レコンキスタ
イベリア半島においては、キリスト教国だった西ゴート王国が711年にウマイヤ朝に敗れて滅亡した後、北部のキリスト教勢力と中南部のイスラム勢力とが抗争を繰り返していた。1031年に後ウマイヤ朝が滅亡するとキリスト教勢力が南進し、この中で1064年に教皇アレクサンデル2世によって初めて異教徒との戦いに贖宥が与えられ、以後の十字軍にも取り入れられた。
パレスチナ十字軍の開始後も歴代教皇は度々イベリア半島に十字軍を宣し、中でも教皇インノケンティウス3世が1212年にイベリア半島の諸キリスト教国家の戦闘停止とムワッヒド朝に対する一致団結を求めた十字軍は、同年のラス・ナバス・デ・トロサの戦いに勝利を収め、以後キリスト教勢力は急速に勢力を拡大して1251年までにグラナダのナスル朝を除く全てのイベリア半島を手中に収めた。

### 北方十字軍

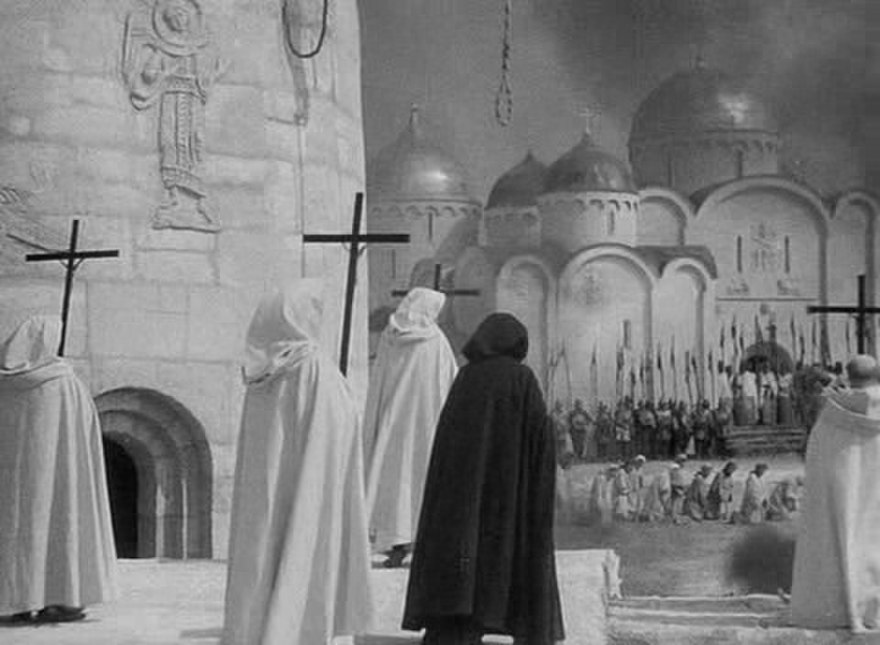
バルト海方面でも、異教徒や正教徒に対する北方十字軍が行われた。画像は1938年製の映画『アレクサンドル・ネフスキー』において、プスコフでのチュートン騎士団 (1240年)が再現されているもの。

バルト海沿岸には古来ヴェンド人や古プロイセン人、エストニア人、リトアニア人といった非キリスト教徒が居住していた。第2回十字軍が提唱された時、ドイツ北部の諸侯はエルサレムではなく隣接するこの地域への出兵を望んでいたため、1147年にこれらの北方異教徒への十字軍が認められ、ヴェンド十字軍が行われた。その約50年後、1193年に教皇クレメンス3世が再びバルト海沿岸の非キリスト教徒に十字軍を宣し、北方十字軍が開始された。当初はリヴォニア帯剣騎士団、やがてパレスチナよりイスラム教徒によって追放され北へと転進したドイツ騎士団によって毎年十字軍が行われ、この地方にドイツ人の東方植民が進んだ。

### アルビジョア十字軍
- 1209年-1229年

1209年、南フランスで盛んだった異端カタリ派を征伐するために、ローマ教皇インノケンティウス3世が呼びかけた十字軍。レスター伯シモン・ド・モンフォールに率いられた十字軍は各地で殺戮を行い、これに反発した南フランス諸侯の反撃はあったものの、フランス国王ルイ8世の主導の下十字軍は南フランスを制圧し、1229年に終戦した。

### 羊飼い十字軍
- 1251年と1320年-1321年との二度ある。1321年には3万人がスペインのトゥデラを襲い、現地のユダヤ人を殺戮した。

## 十字軍の影響

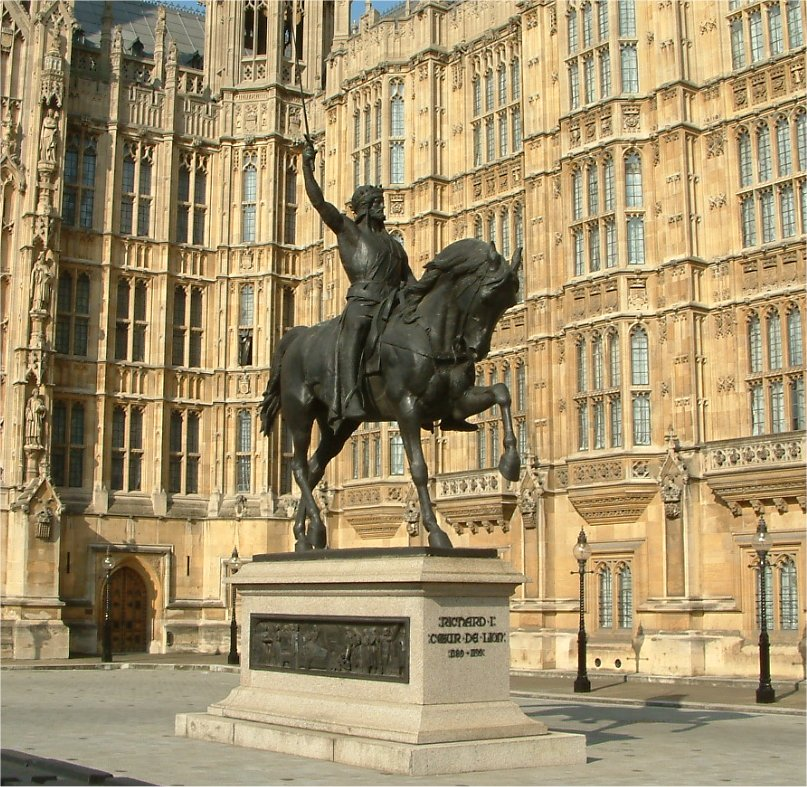
ロンドンのウェストミンスター宮殿にあるリチャード1世の像

- 十字軍は、東方の文物が西ヨーロッパに到来するきっかけともなり、これ以降盛んになる東西の流通は、後のルネサンスの時代を準備することにもなった。また近東地方の優れた城郭を実地に見た諸侯たちは各地でそれに倣って改良した城郭を建てた[27]。
- 11世紀以降盛んとなっていた地中海交易は、十字軍の輸送や補給、さらに西欧勢力がシリア・パレスチナといった地中海東岸の一角を抑えたことでより一層発展し、主な担い手であるヴェネツィア共和国とジェノヴァ共和国はこの時期に隆盛を迎えた。特にヴェネツィアは第4回十字軍を利用してザラやコンスタンティノープルを抑え、最盛期を迎えている[28]
- 東ローマ帝国は、1261年に復活したものの第4回十字軍によって受けた打撃から立ち直れずに衰退し、1453年の滅亡に至った（コンスタンティノープルの陥落）。
- 西欧においては、十字軍は西欧が初めて団結して共通の神聖な目標に取り組んだ「聖戦」であり、その輝かしいイメージの影響力は後日まで使われた。後の北方や東方の異民族・異教徒に対する戦争ほか、植民地戦争などキリスト教圏を拡大する戦いは十字軍になぞらえられた。また異国への遠征や大きな戦争の際には、それが苦難に満ちていても、意義ある戦いとして「十字軍」になぞらえられた。
- 西洋では17世紀以降、戦争を伴わない宗教的な運動をも「十字軍」と呼ぶようになり、以来さらに使われる範囲が拡大し、英米では「正義の味方」と言う意味[要出典]の単語としてcrusadeと言う語を用いる。
  - 現在では大きな目標を掲げた単なるキャンペーンのようなものも、「ゴミに対する十字軍」「文盲に対する十字軍」などのように「十字軍」に例えられている。「草刈り十字軍」は有名。
  - 2001年のアメリカ大規模テロ事件では、ブッシュ米大統領が「this crusade, this war on terrorism（これは十字軍だ、これはテロリズムとの戦争だ）」と発言した。当時90％台だったブッシュ大統領の米国内での支持率は、全く変わらなかった。ブッシュ政権によるアフガニスタン紛争、イラク戦争を「第十次十字軍」と呼ぶ者[誰?]もあった。
- 北欧においては、近代にスウェーデンがフランス革命や、ロシア帝国によるポーランドに対する弾圧に対して欧州諸国に十字軍を呼びかけている。フランス革命においては、「反革命十字軍」と言われている。しかし19世紀に入ると最早、十字軍の名の使用は時代遅れとなっていた。[独自研究?]
- ロシア帝国皇帝アレクサンドル1世も、オスマン帝国に対する十字軍を構想している。
- ローマ教皇ヨハネ・パウロ2世は十字軍や異端審問などについて公式に「異端に対する敵意を持ち、暴力を用いた。これらカトリック教会の名誉を汚した行いについて謹んで許しを求める。」として謝罪した。さらに、2001年には十字軍による虐殺があったことを正式に謝罪した。これはカトリック教会にとって、十字軍の評価に対する大きな転換であった。

## 軍制と文化

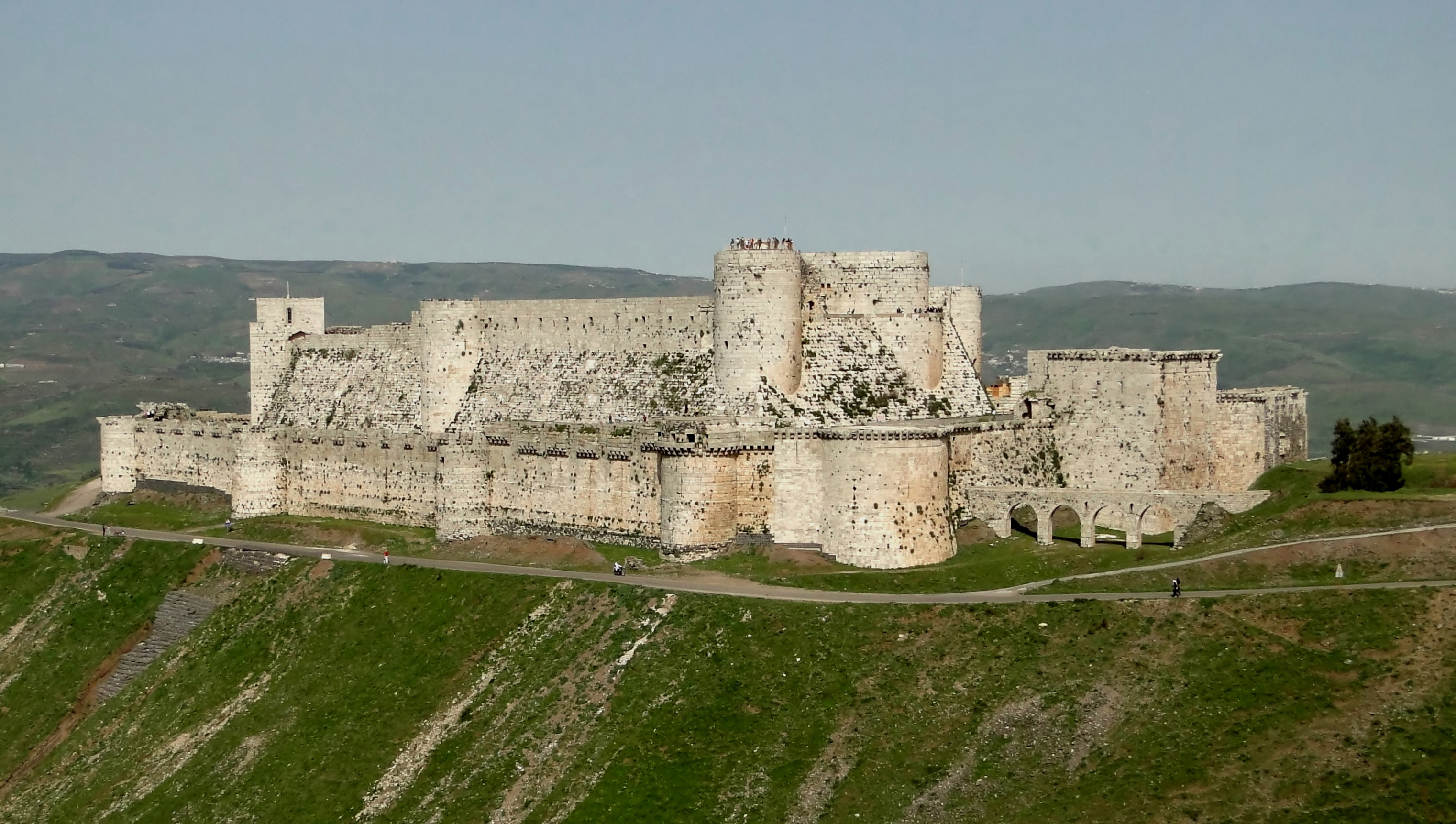
クラック・デ・シュヴァリエ。聖ヨハネ騎士団によって建設され、当時の十字軍国家最大最強の要塞であった。

平時において十字軍の成果を維持し続けていたのが十字軍国家である。現地において建国された4つの十字軍国家（エルサレム王国、トリポリ伯国、アンティオキア公国、エデッサ伯国）においては、彼らの軍事的根源地である西欧から遠く離れ、イスラム教徒に囲まれた最前線にあることから、強力な軍事力が常に求められた。これらの十字軍国家においては、当初は西欧と同じ封建制による貴族や騎士による軍事制度がしかれたが、第1回十字軍に参加した騎士の多くが帰国するなど当初から軍事力は不十分なものであった。これを補うために西欧からの移民が求められたが、1101年に出発したこの武装移民団は陸路移動の途中でイスラム勢力によって粉砕され、以後も大規模な移民団が来ることはほとんどなく、西欧人、ひいては軍事力の不足状態は続いた。もっとも、巡礼としてやってきた人々が移民としてそのまま居住するようになることは多く、西欧系の住民の補充は続いていた。1120年代からは入植者の増加が始まり、1180年代には十字軍国家におけるヨーロッパ人の人口は10万人から12万人にまで膨れ上がり、ヨーロッパ系の入植新村も建設されるようになった。しかし、それでもヨーロッパ系は全人口の20%程度にとどまり、イスラム教徒と対抗する軍事力の基盤とするには不足であったことに違いはない。
これを補うために作り出されたのが騎士修道会（騎士団）であり、1119年に創設されたテンプル騎士団と1113年に認可された聖ヨハネ騎士団、そしてそれにやや遅れて1197年に公認されたドイツ騎士団の三大騎士団がエルサレムや十字軍国家内に駐屯し、キリスト教諸国家の防衛に当たった。
この地方に土着した貴族たちはイスラムの文化を少しずつ受け入れ、次第にイスラムに融和的な姿勢をとるようになっていった。これに対し、西方から新たに十字軍としてやってきた将兵はイスラムに敵対的な態度をとり、第2回十字軍の時に十字軍国家と同盟関係にあったダマスカスを攻撃するなど現地の事情を理解せずに軍事行動を起こすことも多く、両者は十字軍内でもしばしば対立を起こしている。

## イスラム側の認識
「十字軍」はキリスト教側の呼称であり、イスラム教徒側は「フランク」の侵攻と認識していた。
イスラム教徒の支配する中東は、中小の豪族が群雄割拠しており、互いに利害は一致しなかった。このことが、緒戦で数に劣る十字軍への敗退が相次いだ原因だった。イスラム教徒の反撃の端緒とされるザンギーやヌールッディーンは大義名分として、イスラム教勢力の統一とキリスト教徒撃退を挙げるようになるが、主要な敵はなお他のイスラム地方政権だった。イスラムの聖戦との認識が広まってきたのは、サラーフッディーンがイスラム勢力をほぼ統一し、エルサレムを陥落させる前後からで、第3回十字軍との戦いを通して確立されていったが、その後も、第6回十字軍の時のように、状況によってはキリスト教徒と妥協や共存することに抵抗を持っていなかった。
現在でも十字軍はイスラーム過激派からは目の敵とされているという意見はある。

## その後
1291年に全てのパレスチナがイスラム勢力下に入った後も小規模な遠征の事例があり、十字軍の名が冠されているものの（1308年のロドス十字軍、1343年~1351年のスミルナ十字軍、1344年のキプロス十字軍、1365年のサヴォイ伯十字軍、1440年ヴァルナ十字軍など）、本来の十字軍とは区別されている。その後、1453年にオスマン帝国の台頭によって東ローマ帝国が滅ぼされると、ローマ教皇ピウス2世は熱心に十字軍を提唱し（1459年・1463年）、応じる国は少なかったが、1464年には教皇自ら十字軍の出発地とされたアンコーナに赴いている。この地で教皇が逝去したため、直ちに遠征は中止された。
1683年の第二次ウィーン包囲失敗によるオスマン帝国の敗走によってローマ教皇インノケンティウス11世はオーストリア、ポーランド、ロシア、ヴェネツィアに神聖同盟を持ちかけている（後に大トルコ戦争に発展）。これは十字軍の名で語られていないが、意図するものがあった可能性がある。